# Courant cinématographique
Le cinéma peut être classé par écoles, mouvements, styles, traitements cinématographiques, ou plus généralement par courants cinématographiques.

## Courants et manifestes

### Internationaux
- Naturalisme

### Amérique du Nord
- Film noir
- Cinéma direct (cinéma vérité en France)
- Cinéma underground
- Nouvel Hollywood
- Cinéma Lynchéen

### Amérique du Sud
- Cinema Novo (Brésil)
- Troisième Cinéma

### Europe
- Calligraphisme (italien)
- École de Brighton
- Expressionnisme (essentiellement allemand)
- Nouvelle objectivité (allemand et autrichien)
- Téléphones blancs
- Néoréalisme (essentiellement italien)
- Free cinema
- Nouvelle Vague
- Nouveau cinéma allemand
- Nouvelle Vague tchécoslovaque
- Vague noire (Yougoslavie)
- Dogme95

### Asie
- Nouvelle Vague japonaise
- Nouvelle Vague hongkongaise
- Nouvelle Vague coréenne

### Non géographiques
- Non-narration